# إدوارد غرانت
إدوارد غرانت (16 يونيو 1874 - 12 يناير 1953) (بالإنجليزية: Edward Grant)‏ هو لاعب كريكت بريطاني وبريطاني (وحمل سابقاً جنسية المملكة المتحدة لبريطانيا العظمى وأيرلندا). لعب مع نادي مقاطعة سومرست للكريكت ‏.